# Matang Rayeuk (Smk)
Matang Rayeuk (Smk) is een bestuurslaag in het regentschap Aceh Timur van de provincie Atjeh, Indonesië. Matang Rayeuk (Smk) telt 503 inwoners (volkstelling 2010).